# Dick Esser

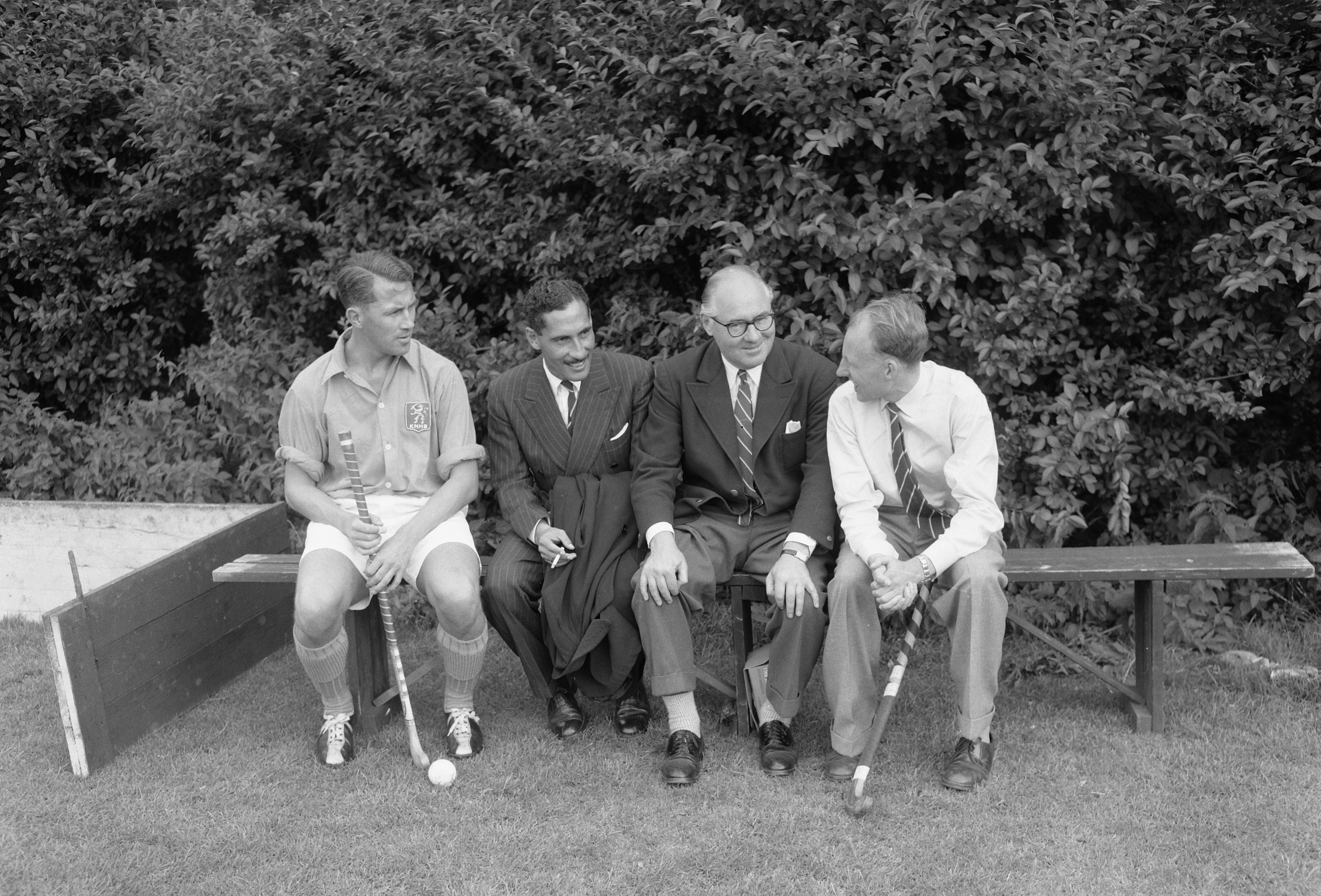
Von links nach rechts: Dick Loggere, Dick Esser, Rein de Waal, Han Drijver (1955)

Rius Theo „Dick“ Esser, auch Dik Esser, (* 9. Juli 1918 bei Makassar, heute Indonesien; † 8. März 1979 in Leiden) war ein niederländischer Hockeyspieler, der bei den Olympischen Spielen 1948 die Bronzemedaille und bei den Olympischen Spielen 1952 die Silbermedaille gewann.

## Karriere
Dick Esser spielte als Außenstürmer für Tot Ons Genoegen Opgericht aus Den Haag (heute aufgegangen im HC Klein Zwitserland).
1948 bei den Olympischen Spielen in London belegten die Niederländer in der Vorrunde den zweiten Platz hinter der pakistanischen Mannschaft, wobei Pakistan das Spiel gegen die Niederlande mit 6:1 gewonnen hatte. Im Halbfinale setzte sich die indische Mannschaft gegen die Niederländer durch, die britische Mannschaft besiegte Pakistan. Das erste Spiel um Bronze zwischen den Niederlanden und Pakistan endete 1:1, im Wiederholungsspiel gewannen die Niederländer mit 4:1 und erhielten die Bronzemedaille. Dick Esser erzielte im Turnierverlauf ein Tor, es war der letzte Treffer im Wiederholungsspiel gegen Pakistan.
Bei den Olympischen Spielen 1952 in Helsinki nahmen nur zwölf Mannschaften am Hockeyturnier teil. In der ersten Runde erhielten vier Mannschaften ein Freilos, darunter die Niederländer. Im Viertelfinale besiegten die Niederländer die deutsche Mannschaft mit 1:0, den Treffer erzielte Dick Esser. Ebenfalls mit 1:0 endete das Halbfinale gegen die pakistanische Mannschaft, den entscheidenden Treffer setzte Leonard Wery. Im Finale unterlagen die Niederländer der indischen Mannschaft mit 1:6, Esser steuerte den einzigen Treffer für die Niederländer bei.
Dick Esser floh während des Zweiten Weltkriegs nach England und wurde zum Piloten ausgebildet. Später war der 62-fache Nationalspieler Pilot bei der KLM.